# Paul-Émile Borduas
Paul-Émile Borduas (ur. 1 listopada 1905 w Saint-Hilaire w Quebecu, zm. 22 lutego 1960 w Paryżu) – kanadyjski malarz.

## Życiorys
W młodości poznał malarza Oziasa Leduca, który zaczął nauczać go malarstwa, a później zachęcił do studiowania w École des beaux-arts w Montrealu (1923-1927). Później studiował w Ateliers d'art sacré w Paryżu, gdzie odkrył malarzy szkoły paryskiej, od Pascina do Renoira, a przy tym nie miał wówczas żadnego kontaktu z surrealistami. Malował w stylu abstrakcjonistycznym, w 1942 założył grupę tzw. Automatystów, w 1948 wydał manifest Refus Global. Początkowo tworzył pod wpływem postimpresjonizmu, następnie od ok. 1940 - surrealizmu, później zwrócił się ku abstrakcji. W latach 1953–1955 mieszkał w Nowym Jorku, gdzie wystawiał swoje obrazy, m.in. Les signes s'envolent. Nowojorscy krytycy docenili jego twórczość, jednak uznali za lepszego artystę Jeana-Paula Riopelle'a, w związku z czym Borduas wrócił do Paryża w nadziei zdobycia większego uznania.